# Postuurkanarie

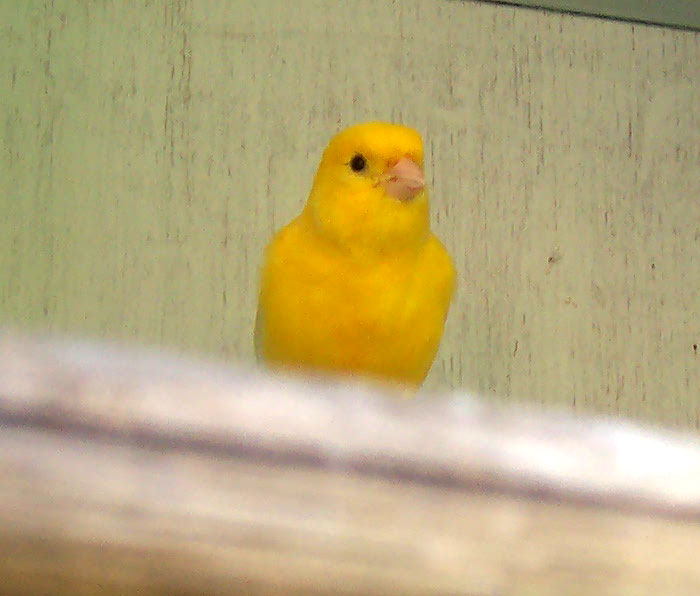

Postuurkanaries zijn een categorie kanaries die worden gekweekt om hun vorm, om te voldoen aan een in de richtlijnen omschreven ideaal, in tegenstelling tot andere rassen, die bijvoorbeeld om hun zang worden gekweekt. Postuurkanaries kunnen worden gehouden voor hun schoonheid en uitstraling maar worden meestal gehouden voor tentoonstellingen. Hier worden deze vogels gekeurd door aangewezen keurmeesters en ontvangt de vogel een bepaald aantal punten.

## Categorie
Het aantal categorieën postuurkanaries is vrij groot. Iedere categorie heeft zijn eigen doelstelling waar in de puntentelling van de beoordeling rekening mee wordt gehouden. Deze categorieën zijn als volgt:

### Frisékanarie
Bij een Frisékanarie draait het om de gedraaide en vreemd opstaande veren van het specifieke kanarieras. Hun uiterlijk wekt nog weleens medelijden op bij andere vogelliefhebbers omdat ze soms niet goed kunnen zien door hun veren of hun normale gedrag niet kunnen uitoefenen. Ook is het nogal lastig om te herkennen wanneer er iets mis is met de houding van deze vogels omdat ze nogal onnatuurlijk overkomen.
Deze categorie heeft de volgende rassen:
- A.G.I.
- Parijse frisé
- Padovan frisé
- N. Hollandse frisé
- Z. Hollandse frisé
- Zwitserse frisé
- Gibber Italicus
- Melado Tenerfeno
- Fiorino

### Vormkanarie
Bij een vormkanarie draait het geheel om de speciale vormen die een kanarie heeft en hoe goed deze voldoet aan het ideale plaatje. Hierbij kunnen we denken aan een zeer groot ras, een zeer lang ras, een zeer bolvormig ras of zelfs een heel dun ras. Menige liefhebber van gewone kanaries kan deze vormen wel waarderen omdat deze contrasteren met normale kanaries en met elkaar.
Deze categorie heeft de volgende rassen:
- Border
- Fife Fancy
- Norwich
- Yorkshire
- Berner
- Llarget Espagnol
- Raza Espagnola

### Houdingkanarie
Bij een Houdingkanarie draait het geheel om de houding die de kanarie vertoont en hoe deze kanarie ermee om gaat. Zo kunnen we denken aan een ras dat zijn hoofd laat hangen en brede schouders lijkt te hebben, een ras dat vrijwel rechtop staat en staart pal naar onder laat wijzen maar ook andere soorten rassen die deze speciale houdingen aannemen. Menige liefhebber van gewone kanaries vindt dat zij nogal vreemd uitzien en erg onnatuurlijke houdingen vertonen.

Deze categorie heeft de volgende rassen:
- Belgische bultkanarie
- Scotch Fancy
- Japan Hoso
- Münchener
- Giboso Espagnol

### Kuifkanarie
Bij een Kuifkanarie draait het geheel om de kuif van de kanarie ten opzichte van de rest van het lichaam. Een kuif is een centraal punt op de kop van een vogel waaruit de veren in een ronde vorm uit elkaar groeien. Dit geeft het idee van een soort muts of petje. In combinatie met een speciale vorm, grootte of houding hebben deze vogels alleen een combinatie van gladde kop of kuif.

Deze categorie heeft de volgende rassen:
- Gloster Fancy
- Duitse Kuif
- Crested
- Lancashire
- Rheinlander
- Warwick

### Tekeningkanarie
Bij een Tekeningkanarie draait het geheel om de vormen van strepen, vlekken en markeringen op de veren van de kanarie. Hier behoort een specifiek patroon duidelijk zichtbaar te zijn en in de juiste verhoudingen.

Momenteel zijn twee rassen erkend:
- Lizard
- Londen Fancy

### Nieuwe rassen in studie
Er zijn wel vaker nieuwe rassen ontwikkeld in de wereld van postuurkanaries. Keurmeesters van over de gehele wereld bepalen of een nieuw ras officieel erkend wordt. Ook moet dit ras zuiver worden en een duidelijk doel of missie hebben. Niet alle informatie is soms al beschikbaar en van deze vormen is niet zeker of ze allemaal erkend gaan worden.

Deze categorie heeft de volgende rassen:
- Mehringer
- Makige frisé
- Stafford Canary
- Irish Fancy
- Columbus Fancy
- London Fancy
- Capitolina kanarie
- Bayernpfeil
- Vectis
- Harlekijn kanarie

## Doelstelling
De doelstelling bij postuurkanaries is het creëren van het ideale plaatje. Iedere vogel kan wel iets mankeren. Door de juiste koppels bij elkaar te plaatsen en te selecteren in het nageslacht kunnen “fouten” worden weggewerkt. Hierbij kunnen we denken aan een kuifkanariekoppel waarbij één een te grote kuif heeft en één een te kleine kuif. Door de juiste combinatie te vinden kunnen kleinkinderen van deze kanarie het juiste formaat kuif ontwikkelen. Maar niet alleen de kuif is van belang, ook de hele vorm van de kanarie, hoe hij op zijn poten staat, et cetera. De mogelijke fouten zijn dus vrijwel oneindig. Kanariekwekers die hun hobby serieus nemen houden vaak enkele honderden kanaries. In Nederland worden jaarlijks twee verschillende nationale kampioenschappen gehouden.

## Keurmeesters
Op tentoonstellingen kunnen kwekers hun vogels opgeven voor de wedstrijd. Voor ieder ras wordt een aparte groep aangemaakt die wordt gekeurd. Deze keuring wordt gedaan door een opgeleide keurmeester postuurkanaries. Deze keurmeesters postuurkanaries zijn verplicht ook zelf kanaries te hebben in de categorie waar zij de bevoegdheid in hebben. Zo mag een keurmeester postuurkanaries thuis zelf niet alleen maar zang of kleurkanaries hebben, die een andere categorie vormen. In Nederland waren er twee grote bonden met eigen keurmeesters.maar die zijn in 2016 samengevoegd tot 1 bond de NBvV.

### Beoordeling
De punten waar deze keurmeesters op letten zijn:
- Houding
- Grootte
- Vorm
- Bevedering
- Tekening

Ieder ras heeft zijn eigen eisen die precies op papier staan van grootte in cm tot een bepaald aantal veren in de staart. Deze details zijn zeer uitgebreid aangegeven waardoor keurmeesters altijd hun puntentelling kunnen verantwoorden aan de hand van de afgesproken details.

## Tentoonstellingen

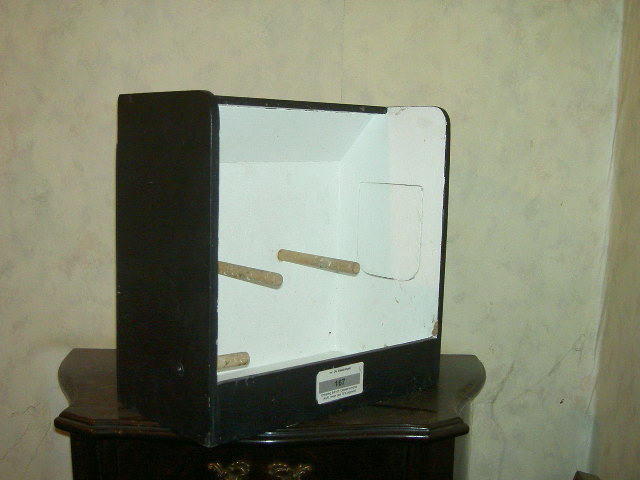
TT-kooi zonder tralie met TT-sticker

Wanneer vogels worden aangeboden voor keuring op een tentoonstelling moeten deze verplicht in een tentoonstellingskooi worden getoond. Dit zijn kooien die door de bond zijn aangewezen als de enige toegestane. Het is toegestaan ze zelf te maken mits aan de aangegeven maten en kleuren wordt voldaan. De bedoeling hiervan is dat er geen onderscheid kan ontstaan tussen jouw vogel in zijn kooi en die van je concurrentie, zodat de keurmeester niet aan de kooi kan zien van wie de vogel is. Staat een vogel voor de keurmeester voor evaluatie dan is de enige referentie die de keurmeester heeft het kooinummer dat met een sticker van de wedstrijd voor op de kooi staat.
Het bestuur van de tentoonstelling kan zelf bepalen hoe de klassen worden ingedeeld. Zo is er een duidelijk onderscheid tussen de rassen die elk een eigen categorie zijn, maar er kunnen ook stammen worden gemaakt.

### Stammen
Stammen zijn eigenlijk niets anders dan een verzameling vogels van 2 of 4 stuks die ieder worden gekeurd, waarna de punten samen worden opgeteld en dan één totaalscore krijgen toegekend. Zo kunnen 4 vogels bijvoorbeeld 89, 90, 89 en 91 punten krijgen en dan is de totaalscore dus 359. Voor gelijkheid in de punten zijn maximaal 6 bonuspunten te verdienen.

### Voorwaarden om te winnen
Er zijn een aantal voorwaarden om te kunnen kan winnen, als hieraan niet is voldaan wordt de vogel gediskwalificeerd.
- De vogel moet in een goede TT-kooi zitten
- De vogel moet geringd zijn
- De vogel moet van het afgelopen kweekjaar zijn, te herkennen aan de ring

Daarnaast geldt nog:
- De vogel mag niet ziek zijn (anders verwijdering van de TT)
- Wanneer vogels op een gedeelde eerste/tweede/derde plaats staan dan worden al deze vogels naast elkaar gezet en bepalen meerdere keurmeesters samen wat de rangvolgorde wordt.